# St.-Katharinen-Kirche (Jörl)

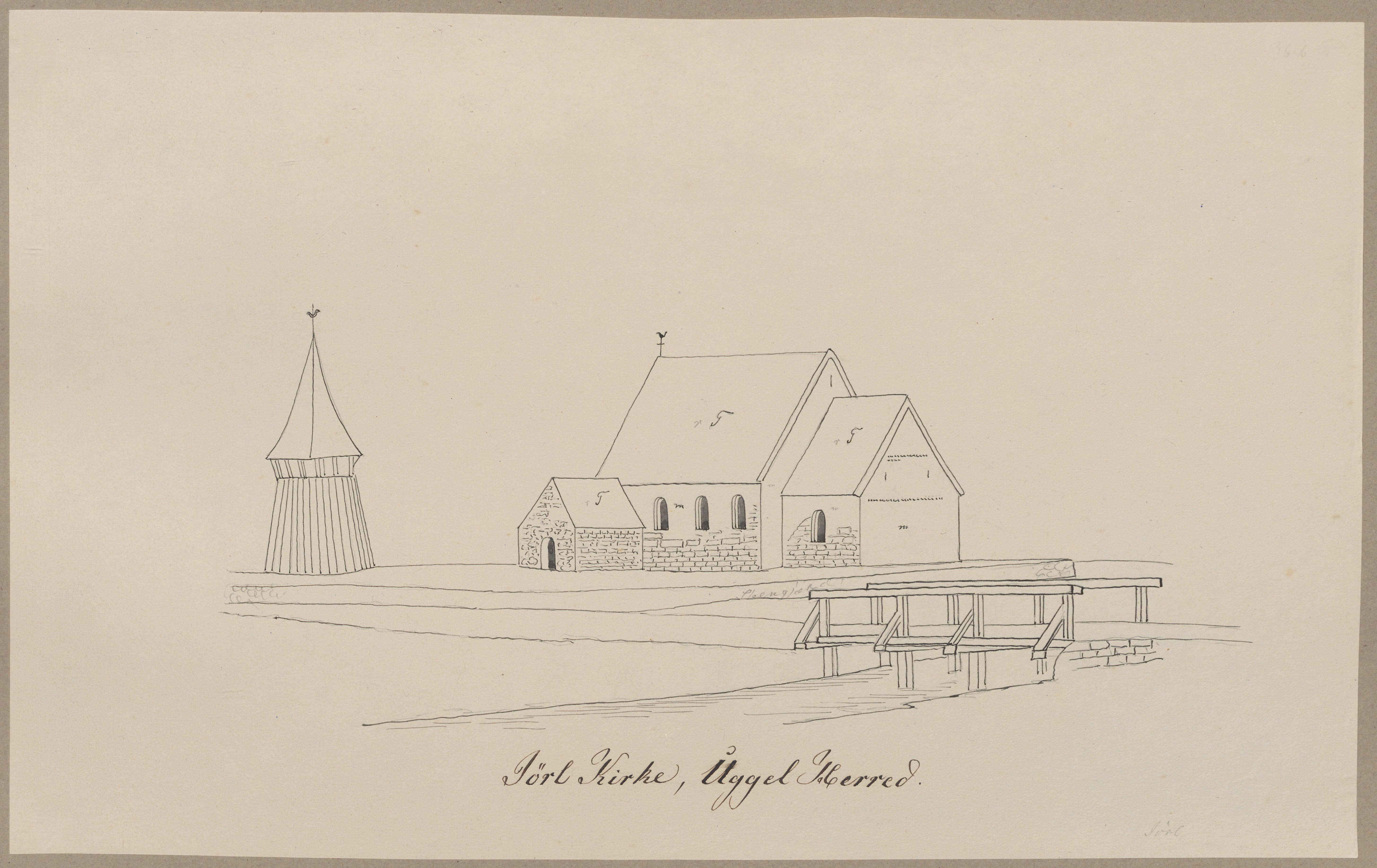
Die Kirche von Jörl um 1880

Die St.-Katharinen-Kirche ist eine evangelisch-lutherische Kirche in der Gemeinde Jörl. Der Kirchenbau in der Dorfstraße 1 von Kleinjörl gehört zusammen mit der St.-Petrus-Kirche in Eggebek zur Kirchengemeinde Eggebek-Jörl im Kirchenkreis Schleswig-Flensburg in der Evangelisch-lutherischen Kirche in Norddeutschland.

## Bau und Ausstattung
Jörl fand im Jahr 1240 als Kirchdorf eine Erwähnung. Die heutige Kirche St. Katharinen wurde vermutlich erst im 14. Jahrhundert errichtet, hatte wohl aber einen Vorgängerbau aus Holz.
Die Kirche wurde aus geschichtlichen, künstlerischen und städtebaulichen Gründen sowie als die Kulturlandschaft prägend unter Denkmalschutz gestellt und ist somit ein Kulturdenkmal Jörls. Zudem wurden Teile der Kirchenausstattung sowie der Kirchhof mit den Grabmalen bis 1870 mit unter Denkmalschutz gestellt.

### Bau
Beim Bau der spätgotischen Kirche fanden Feldsteine und Ziegel Verwendung. Das Kirchenschiff und der Kastenchor sind von außen weiß gestrichen. Das südseitige Vorhaus, durch das man heute die Kirche betritt, wurde 1756 der Kirche hinzugefügt. Das Norderportal ist zugemauert. Als Glockenhaus diente früher ein am südlichen Eingang zum Friedhof gelegener Glockenstapel. 1914 erhielt die Kirche ihren heutigen Glockenturm mit ihrer heutigen Westwand.
Im Inneren ist das Langschiff flachgedeckt, während der Chor von einem Kreuzrippengewölbe überwölbt ist, in dem sich mit künstlerisch gestaltetem Rankenwerk und einer Kreuzgruppe mit einem Engel ein Teil der ursprünglichen spätgotischen Ausmalung erhalten hat.

### Ausstattung

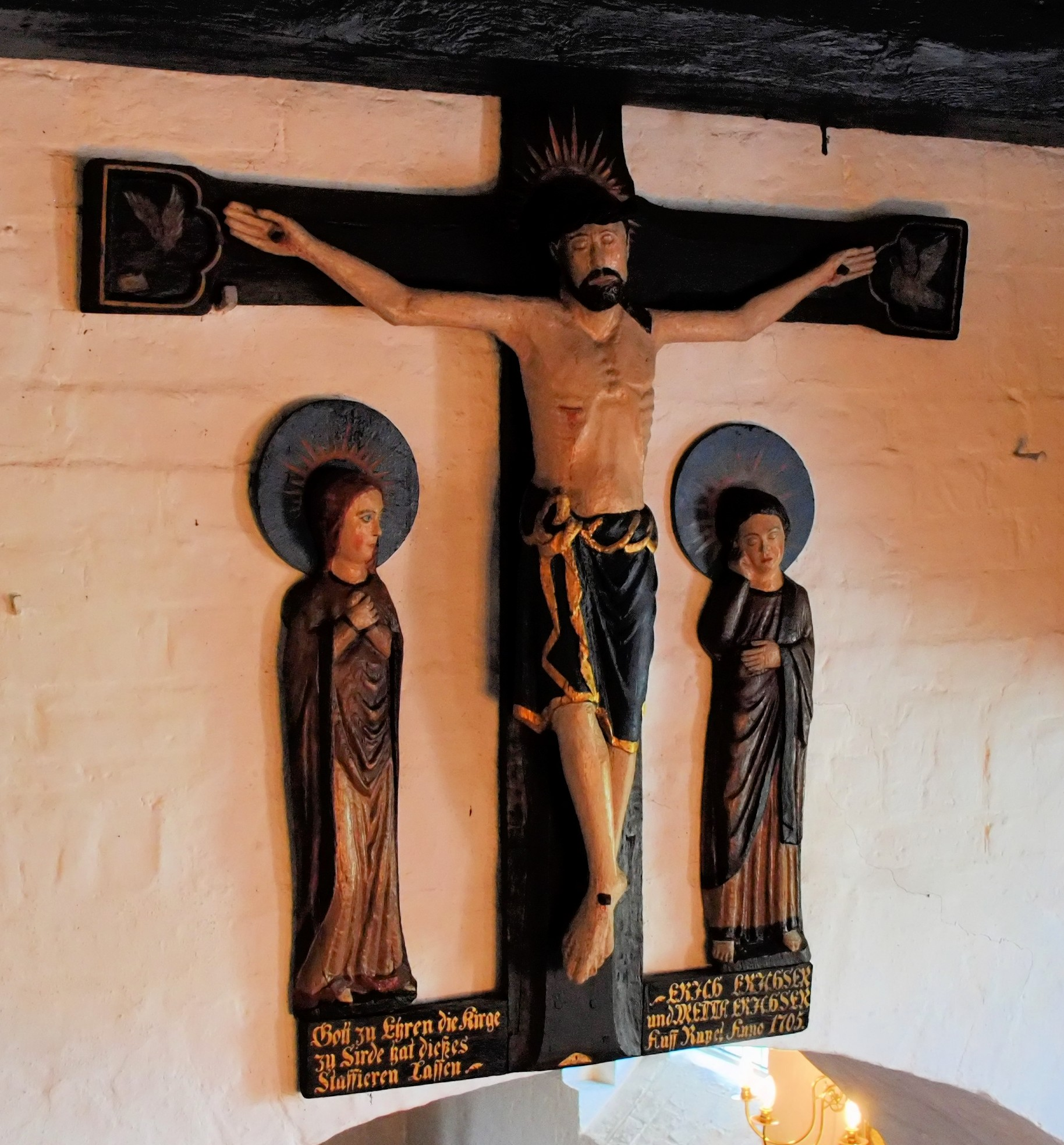
Triumphkreuz am Chorbogen

Über dem Chorbogen ist eine romanische Triumphkreuzgruppe aus Eichenholz aufgehängt, die auf die Zeit um 1240 datiert wird. 1705 ließen Erich und Meta Erichsen aus Rupel das Kreuz renovieren, wie eine Inschrift auf dem Standbrett der Nebenfiguren Maria und Johannes verrät. Dabei wurden das Kreuz etwas gekürzt und die Heiligenscheine angesetzt. Auch die Farbfassung stammt von dieser Renovierung. Dabei wurden auf die Heiligenscheinen der Nebenfiguren Strahlenkränze, auch Aureole genannt, aufgemalt, die nur göttlichen Personen oder deren Symbolen vorbehalten ist. Diese Komposition der Triumphkreuz-Darstellung ruft somit ikonografisch gesehen Missverständnisse hervor. Das Werk ist eines der frühen Beispiele der spätromanischen Gruppe von Triumphkreuzen mit der flankierenden Maria und Johannes. Etwas älter sind die Kreuze in der Andreaskirche in Haddeby und der Petrikirche in Rieseby.

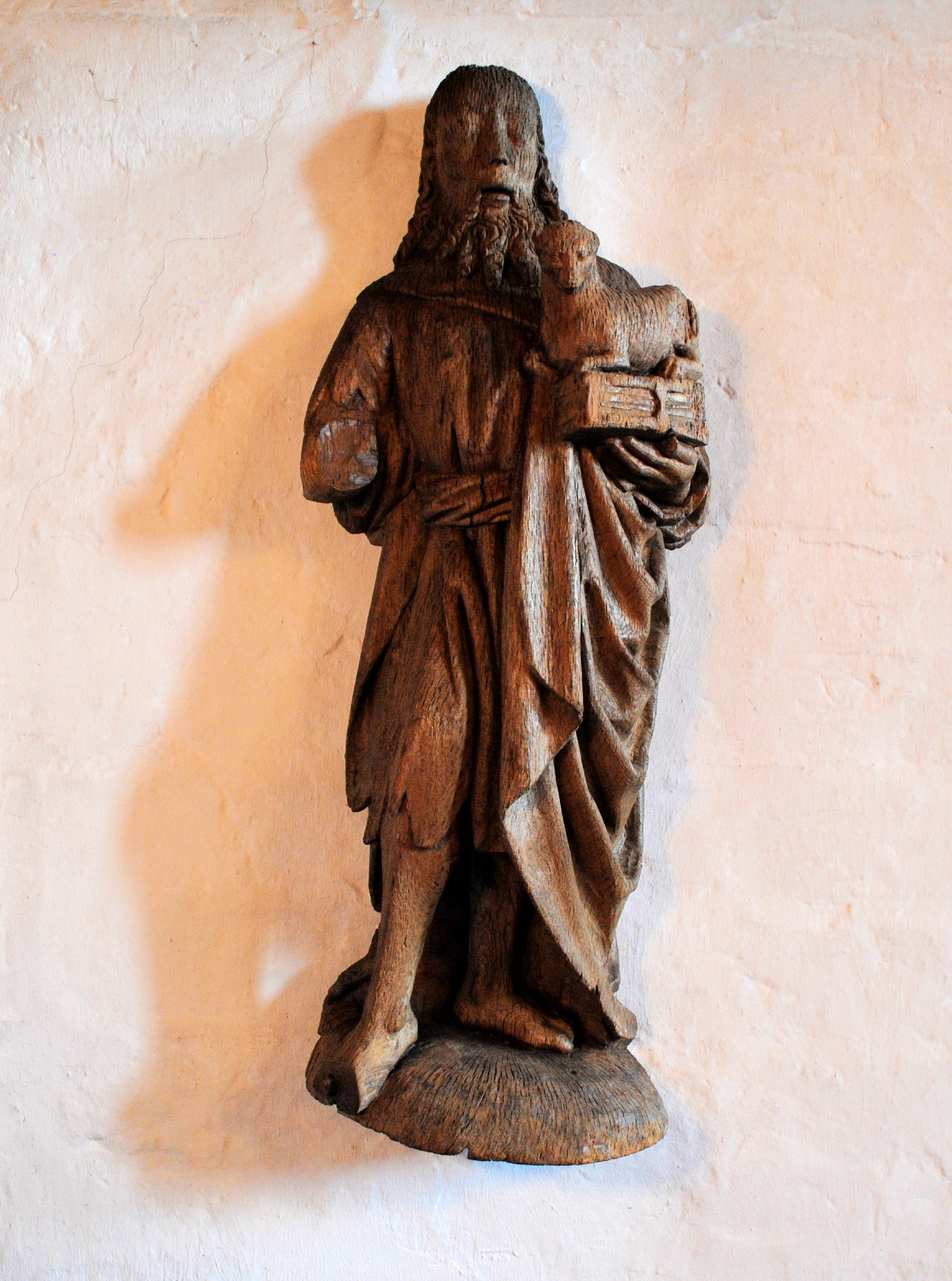
Schnitzfigur Johannes d. Täufer

Zum ältesten Inventar gehört eine etwa gleichaltrige romanische hölzerne Sitzmadonna mit strengem Gesichtsausdruck, dem Jesuskind auf ihrem Schoß und einem Drachen zu ihren Füßen, die an der Südwand des Kirchenschiffes aufgestellt ist. Sie ist stark beschädigt, die rechte Hand und der Kopf des Jesuskindes fehlen. Die Krone, die die Mutter Gottes ursprünglich trug, wurde schon im Mittelalter bei einer Umarbeitung entfernt. Von der ursprünglichen Bemalung gibt es nur noch Spuren.
Eine stehende Figur des Täufers Johannes aus dem 15. Jahrhundert aus Eiche trägt auf dem linken Arm ein Buch, worauf das Lamm Gottes sitzt. Diese Figur folgt einer verbreiteten Vorlage, die so im späten 15. Jahrhundert im Lande Schleswig üblich war. Eine genaue Zuordnung zu einem Künstler kann man wegen der fehlenden Signaturen nicht machen. Jedoch wird nicht ausgeschlossen, dass die Figur des Johannes durch den Schleswiger Lütje Möller geschaffen wurde. Auch diese Figur ist etwas verstümmelt und verwittert. Der rechte Arm fehlt. Man erkannt auch einen vergangenen Wurmfraß, der auch dazu beitrug, dass die Gemeinde sich von den Schnitzfiguren trennte, die zuvor lange auf dem Dachboden abgestellt waren, und sie dem Museum in Flensburg überließ. Beide Figuren kamen nach einer Restaurierung im Zusammenhang mit dem Reformationsjubiläum 2017 wieder in die Kirche.
Im Jahre 1897 wurde dem Museum in Flensburg auch ein Kruzifix-Corpus aus dem 15. Jahrhundert überlassen. Es ist aus Eichenholz geschnitzt und ihm fehlen Arme und das Kreuz. Hierzu gehörte eine Figur des Schächers, die auf einem alten Foto zu sehen ist, aber leider verloren ging. Die aber überaus qualitätvolle Arbeit kann man nun wieder in einem Glaskasten an der Südwand des Kirchenschiffes besichtigen.
Die Innenseite der Tür des in die Nordwand des Chores eingebauten Sakramentsschranks aus dem Ende des 15. Jahrhunderts wurde von Hinrik Bornemann mit Schmerzensmann bemalt.

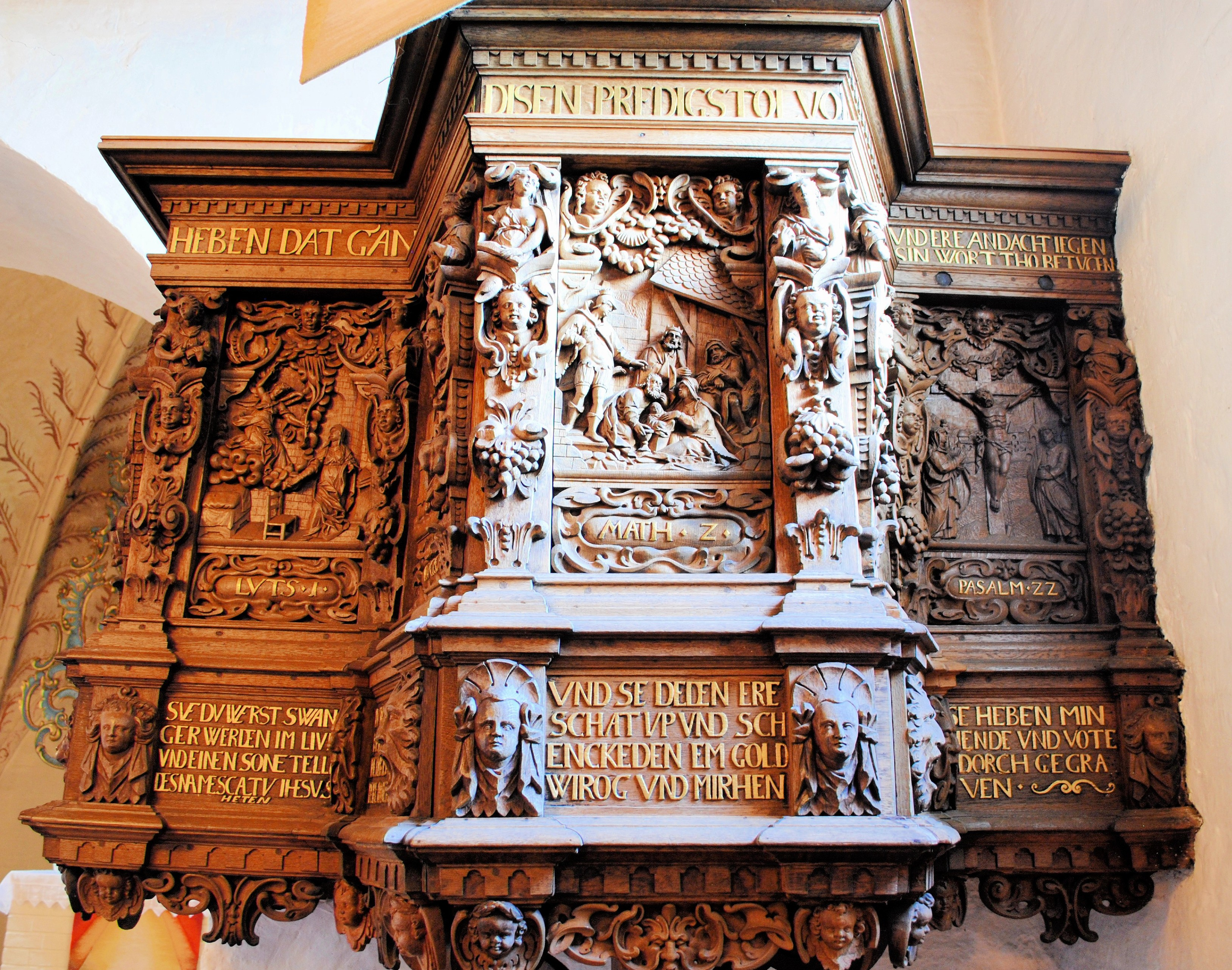
Kanzelkorb der Spätrenaissance

Die Kanzel soll der Sage nach aus einer bei der Burchardiflut 1634 zerstörten Kirche stammen und an der Nordseeküste angeschwemmt worden sein. Die vorzüglich geschnitzte Emporenkanzel mit Szenen aus der Heilsgeschichte zeigt große Ähnlichkeiten mit der 1630 geschaffenen Kanzel der St.-Laurentius-Kirche in Großenwiehe, weshalb es wahrscheinlicher ist, dass sie erst um 1634 geschaffen wurde. Anders als in Großenwiehe sind die erläuternden Texte unter den Reliefs in Niederdeutsch abgefasst. Unter der Brüstung befindet sich eine Stifterinschrift. Zu der Kanzel gehört ein rechteckiger Schalldeckel. Die Relieffelder werden flankiert mit Hermenpilaster, die von Figuren der Tugenden verziert sind. Nach unten laufen die Pilaster mit Puttenköpfen und Fruchtgehängen aus. Auch zeigen die einfassenden Ornamente eine Vielfalt, die von Ohrmuschel-Roll-und Knorpelwerk reicht. Eine farbige Fassung ist nicht belegt und so ergibt sich ein einheitliches Bild mit reinem Eichenholz. Diese Emporenkanzel, die ihren Zugang vom Chor aus hat, ist im Stil der Spätrenaissance gearbeitet.

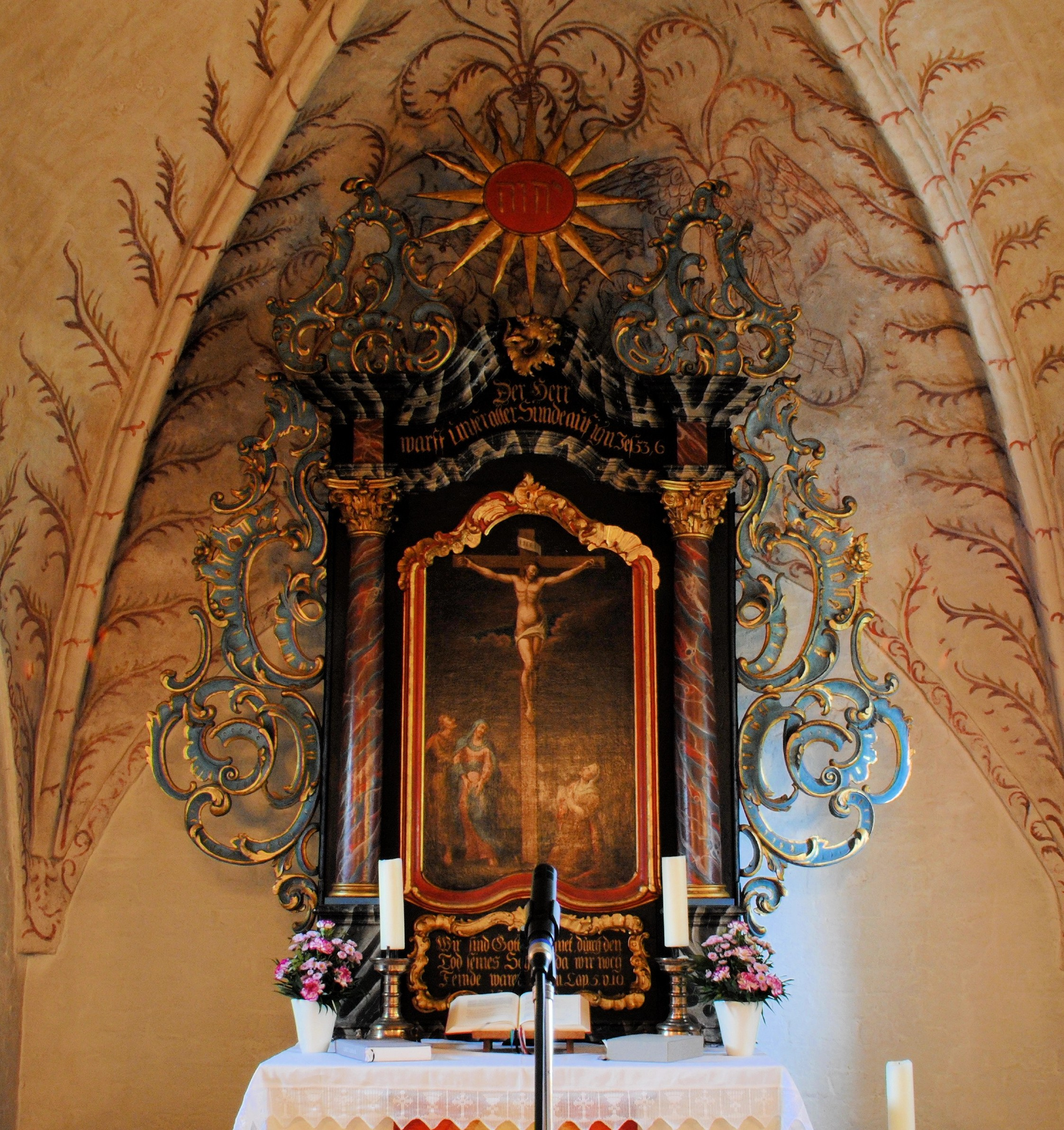
Rokokoaltar

Der Altar, ein Werk von J. Nickelsen aus Bredstedt, stammt aus dem Jahr 1773, der Zeit des Rokoko. Das zentrale Gemälde des Altars zeigt eine Kreuzigungsszene. Oberhalb des Gemäldes befindet sich eine Sonnendarstellung mit den hebräischen Buchstaben des Eigennamens Gottes (Jahwe). Die Säulenädikula ist eingefasst mit Anschwüngen von Ohrmuschelwerk, das bis über den Segmentbogen reicht. Die dadurch resultierende Leichtigkeit setzt sich in dem Gemälde der Kreuzigung fort. Der Gekreuzigte erscheint als eine schöne Darstellung vor einem dunklen Wolkenhimmel. Die Verspieltheit seiner Rahmung zeigt sich auch in der mit einem biblischen Spruch versehenen Predella.
Anstelle einer romanischen Granittaufe, von der sich nur der Sockel erhalten hat, besaß die Kirche einen barocken Taufengel. Der Taufensockel ist gotländischer Herkunft. Der Taufengel hingegen datierte Richard Haupt auf das Jahr 1773. Vermutlich wurde er bei notwendigen Erneuerungsmaßnahmen dieser Kirche angeschafft. Er soll von der Decke mit ausgebreiteten Flügeln, waagerecht steif herabgehangen haben. Seine vorgestreckten Hände hielten eine Taufschüssel, die für die Tauffeier mit Wasser gefüllt wurde. Der heute verloren gegangene Taufengel soll sich noch 1952 in der Kirche befunden haben. Heute wird bei Taufen die Taufschüssel aus Messing mit Lilienornament auf den Taufensockel gestellt.

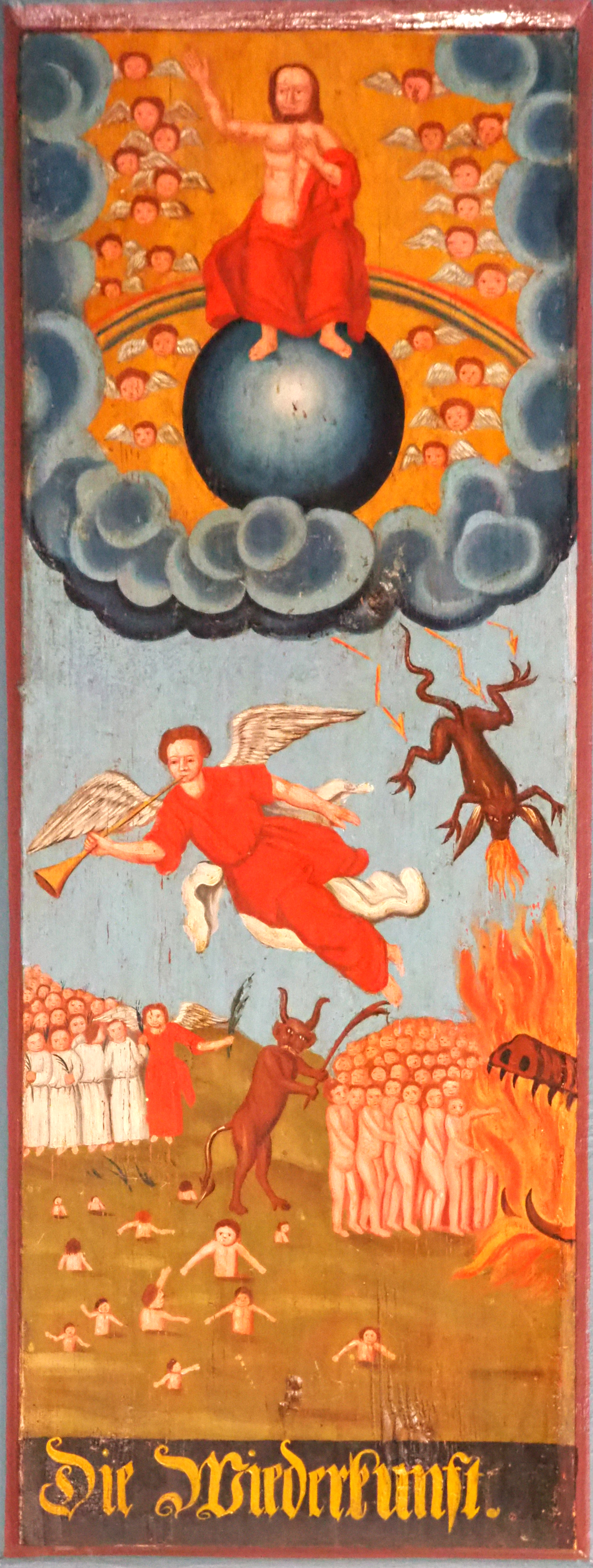
Emporenmalerei in Jörl

An der Brüstung der barocken Nordempore findet sich farbenfrohe Emporenmalerei.  In der Beschreibung der Kirchengemeinde wird von 5 Szenen aus dem Leben Jesu, von 17 Propheten und 10 Aposteln berichtet. Davon abweichend sind derzeit in der Jörler Kirche folgende Tafeln zu sehen: Ein Bild zur Wiederkunft Christi, 17 Propheten, 9 Apostel mit ihren jeweiligen Attributen, sowie 3 Tafeln mit Ornamenten. Alle Tafeln sind mit den Namen der Dargestellten beschriftet. Die Bilder weisen eine große Ähnlichkeit zu den Emporenbildern in Langenhorn in Nordfriesland auf. Offensichtlich wurde dieselbe Vorlage benutzt. Die Empore ist im spätbarocken Stil gearbeitet und stammt aus dem 18. Jahrhundert. Auf ihr befindet sich noch Kastengestühl aus dem 17. Jahrhundert.

## Sage vom Bauplatz der Jörler Kirche
Die Sage berichtet davon, dass man sich zunächst nicht über den Bauort einige konnte. Letztlich einigte man sich aber auf den Vorschlag, zwei Ochsen zusammenbinden und sie laufen zu lassen. Dort wo die beiden Ochsen am nächsten Morgen aufgefunden würden, sollte die Jörler Kirche gebaut werden. Am nächsten Morgen entdeckte man die beiden Ochsen auf einer Wiese an der Jerrisbek. Dort baute man sodann die Kirche. Eine Erweiterung der Sage behauptet, dass einer der beiden Ochsen weiter östlich, jenseits der Jerrisbek sich niedergelassen habe, weshalb dort dann das Pastorat seinen Platz fand (Lage). — Die Sage hat Ähnlichkeit mit einer Sage von der älteren Kirche Flensburg-Adelby.

## Gemeinde
Die Kirchengemeinde Eggebek-Jörl entstand 1971 durch Zusammenschluss der vorher selbständigen Kirchengemeinde Eggebek und Jörl. Zu ihr gehören zehn Dörfer aus drei Ämtern, nämlich Eggebek, Janneby, Jerrishoe, Jörl, Langstedt, Sollerup, Süderhackstedt, Bollingstedt (ohne Gammellund), Esperstoft, Hünning und Keelbek. Die Kirchengemeinde hat sich 2022 mit den Nachbargemeinden Wanderup, Oeversee-Jarplund, Sieverstedt und Tarp zur Sternregion zusammengeschlossen.